# Canton de Sainte-Anne-2
Pour les articles homonymes, voir Canton de Sainte-Anne.
Le canton de Sainte-Anne-2 est une ancienne division administrative française, située dans le département de la Guadeloupe et la région Guadeloupe.

## Composition
Le canton de Sainte-Anne-2 comprend 1 commune :
- Sainte-Anne, fraction de commune

## Représentation de 1951 à 2015
| Période                                                 | Période           | Identité                            | Étiquette     | Qualité                                                                                              |
| ------------------------------------------------------- | ----------------- | ----------------------------------- | ------------- | --- |
| 1951                                                    | 1964 (démission)  | Saint-Pierre Phirmis (1887-1964)    | RGR           | Maire de Sainte-Anne (1960-1964)                                                                     |
| 1964                                                    | 1970              | Gabriel François-Julien (1905-1975) | RGR           | Chirurgien hospitalier                                                                               |
| 1970                                                    | 1976              | Hermann Songeons (1918-1999)        | PCG           | Entrepreneur de maçonnerie, dirigeant syndical CGTG                                                  |
| 1976                                                    | 1978 (annulation) | Marlène Captant                     | DVD Gaulliste | Enseignante                                                                                          |
| 1978                                                    | 1988              | Hermann Songeons                    | PCG           | Entrepreneur de maçonnerie                                                                           |
| 1988                                                    | 2005              | Blaise Aldo                         | RPR puis RPF  | Enseignant Député européen (1994-1999) Maire de Sainte-Anne (2003-2014)                              |
| 2005                                                    | 2008              | Christian Baptiste                  | PPDG          | Fonctionnaire, Sainte-Anne Conseiller régional (depuis 2004)                                         |
| 2008                                                    | 2015              | Aurélien Abaille                    | DVG           | Commerçant Premier adjoint au maire de Sainte-Anne Élu en 2015 dans le nouveau canton de Sainte-Anne |
| Les données antérieures ne sont pas encore mentionnées. |                   |                                     |               | |